# Chaim Levano
Chaim Levano (Heerlen, 1 januari 1928 – Amsterdam, 17 februari 2016) was een Nederlands acteur, musicus en theatermaker.

## Biografie
Levano startte zijn carrière als bespeler van de hobo en de piano. Zijn optredens gingen steeds meer neigen naar theater. Zijn eerste theaterstuk Aufruf was gebaseerd op de teksten van Kurt Schwitters. Levano zelf begeleidde het stuk op de piano. Hij was pianist in het ludieke Resistentieorkest.
Levano behoorde tot de avant-garde onder de Nederlandse theatermakers. Hij ensceneerde stukken van Gertrude Stein, Daniil Charms, Samuel Beckett en Alexander Vvedenski. Ook dramatiseerde en regisseerde hij in 1989 Hirngespinste, de Duitstalige toneelversie van Hersenschimmen van J. Bernlef. Hij maakte ook ruimtelijke installaties. In 1993 werd hem voor de grote installatie Schauen III in Amsterdam de Savitzki-prijs toegekend. Twee jaar later kreeg hij in München de Philip Morris-kunstprijs voor Drinnen und Draussen. Tijdens de Expo 2000 in Hannover werd zijn installatie LauschPlätze getoond. 
Levano deed ook aan pantomime en was lid van het gezelschap Waste of Time van Will Spoor. Sporadisch acteerde hij in tv-series. Zo had hij gastrollen in Baantjer en Goede tijden, slechte tijden. 
Door de invloed die hij van het werk van Kurt Schwitters onderging en door zijn ontregelende voorstellingen gold Chaim Levano als "de laatste dadaïst". 
Hij overleed op 88-jarige leeftijd. 

## Over Chaim Levano
- Martin Stam: Levano lexicon. De Vrije Uitgevers, Amersfoort, 2011, 128 pag. ISBN 978-90-79020-12-6
- Camiel Hamans, Ben van Melick, Kees Hin: Theater Levano. Een film en een boek over Chaim Levano. Huis Clos, Rimburg, 2013, 144 pag. + dvd. ISBN 978-90-79020-19-5